# Titiotus flavescens
Titiotus flavescens is een spinnensoort in de taxonomische indeling van de Tengellidae.
Het dier behoort tot het geslacht Titiotus. De wetenschappelijke naam van de soort werd voor het eerst geldig gepubliceerd in 1941 door Ralph Vary Chamberlin & W. Ivie.